# Ольховка (приток Кыма)
Ольховка — река в России, протекает в Верхнекамском районе Кировской области. Устье реки находится в 60 км по левому берегу реки Кым. Длина реки составляет 13 км.
Исток реки в северной части болота Чулинское на Верхнекамской возвышенности неподалёку от границы Пермского края в 22 км к юго-востоку от посёлка Ожмегово. Река течёт на север, всё течение проходит по ненаселённому лесному массиву.

## Данные водного реестра
По данным государственного водного реестра России относится к Камскому бассейновому округу, водохозяйственный участок реки — Кама от истока до водомерного поста у села Бондюг, речной подбассейн реки — бассейны притоков Камы до впадения Белой. Речной бассейн реки — Кама.
По данным геоинформационной системы водохозяйственного районирования территории РФ, подготовленной Федеральным агентством водных ресурсов:
- Код водного объекта в государственном водном реестре — 10010100112111100001013
- Код по гидрологической изученности (ГИ) — 111100101
- Код бассейна — 10.01.01.001
- Номер тома по ГИ — 11
- Выпуск по ГИ — 1